# Isabelita (película)
Isabelita  es una película argentina en blanco y negro dirigida por Manuel Romero sobre su propio guion que se estrenó el 31 de julio de 1940 y que tuvo como protagonistas a Paulina Singerman, Tito Lusiardo, Sofía Bozán y Juan Carlos Thorry.

## Sinopsis
Para conquistar a un hombre sencillo una muchacha rica se hace pasar por criada.

## Reparto
- Paulina Singerman ... Alcira García Méndez / Isabelita
- Tito Lusiardo ... Galíndez
- Sofía Bozán ... Elena
- Juan Carlos Thorry ... Luciano Fuentes
- Enrique Roldán ... Ricardo Pérez Rodríguez
- Carmen del Moral ... Emma Fuentes
- Alberto Bello ... Emilio García Méndez
- Roberto Blanco ... Raúl García Méndez
- Mary Dormal ... Dolores García Méndez
- Rosa Martín ... Amiga de Valentina
- Alicia Aymont ... Sra. Pérez Rodríguez
- Adolfo Linvel ... Joyero

## Comentarios
Manrupe y Portela escribieron que se trata de una "comedia sofisticada que admite varias lecturas, incluyendo una observación de lo popular confrontado con el elitismo. Uno de los títulos clásicos de su protagonista y un film que ha ganado prestigio con el tiempo”.
Calki en El Mundo opinó:

"Ágil y risueña, a la medida de Paulina Singermann…lo que se propone Romero lo consigue: el film logra ser vivaz, ameno, entretenido. Como director lo conduce con dinamismo. Sobre todo en su segunda parte”